# Schmaltzia michauxii
Schmaltzia michauxii là một loài thực vật có hoa trong họ Đào lộn hột. Loài này được (Sarg.) Small miêu tả khoa học đầu tiên năm 1903.